# Consell comunal de Bertrange
El consell comunal de Bertrange (francès: Conseil communal de Bertrange) és el consell local de la comuna de Bertrange, al sud-oest de Luxemburg.
És constituït per onze membres, elegits cada sis anys per representació proporcional. Les darreres eleccions foren el 9 d'octubre de 2005, resultant en la victòria del Partit Democràtic (PD). Al collège échevinal, el Partit Democràtic governa direcxtament sota el liderat de l'alcalde Pablo Geimer.
| Partit                                                          | Partit                                     | Escons | Consellers                                                                                   |
| --------------------------------------------------------------- | ------------------------------------------ | ------ | -------------------------------------------------------------------------------------------- |
|                                                                 | Partit Democràtic (PD)                     | 6      | Frank Colabianchi, Frank Demuyser, Paul Geimer, Émile Krier, Patrick Michels, Michel Reuland |
|                                                                 | Partit Popular Social Cristià (CSV)        | 3      | Carlo Lux, Marc Rauchs, Nicolas Schaeffer                                                    |
|                                                                 | Partit Socialista dels Treballadors (LSPA) | 1      | Fernand Caas                                                                                 |
|                                                                 | Els Verds                                  | 1      | Pierre Weiland                                                                               |
| Font:Commune of Bertrange Arxivat 2008-01-18 a Wayback Machine. |                                            |        |                                                                                              |